# Proconsul
Proconsul é um gênero de primatas fósseis que viveram no Mioceno africano, até 18 a 14 milhões de anos. Foram classificadas quatro espécies de procônsules. O principal depósito do Proconsul é o de Rusinga, Quênia. Com os numerosos fragmentos encontrados na África Oriental tem-se podido reconstituir-se esqueletos quase inteiros. Estima-se que seu peso corporal fosse de 10 a 40 kg. Seu habitat seria o de florestas tropicais.
É considerado um antropoide muito primitivo. Em sua época já apresentavam traços dos símios como a ausência de cauda, mas ainda conservavam alguns dos macacos. Por exemplo, tinham uma coluna flexível e um tórax estreito, como os macacos, ainda que também tenham uma ampla mobilidade nos quadris e dedo polegar, como símios e homens. Há debate sobre a determinação de seu comportamento, parte arborícola e parte terrestre (quadrúpede). Apresenta um dimorfismo sexual muito marcante e volume cerebral levemente grande em relação ao corpo, comparada a outros primatas. Como sua arcada dentária apresenta caninos grandes e molares pequenos, se crê que sua dieta era frugívora.

## Espécies
- Proconsul africanus
- Proconsul gitongai
- Proconsul major
- Proconsul meswae

## Descoberta e classificação

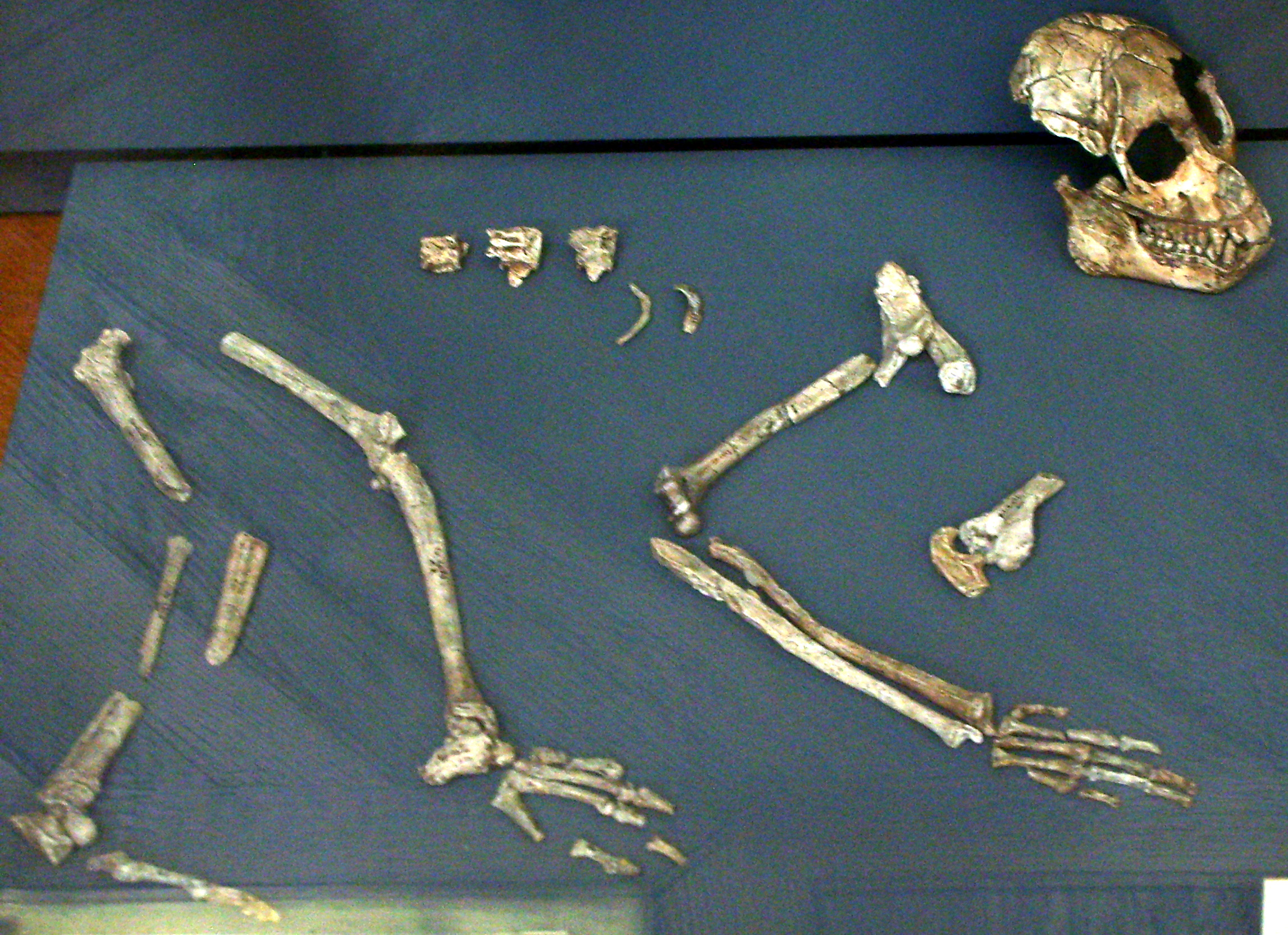
Crânio de Proconsul heseloni.

O primeiro espécime, uma mandíbula parcial descoberta em 1909 por um propector de ouro em Koru, no oeste do Quênia, era também o mais antigo fóssil nominóide conhecido até recentemente, e o primeiro fóssil de mamífero encontrado na África sub-Sahariana. O nome, Proconsul, foi atribuído por Arthur Hopwood em 1933 e significa "antes de Consul." Naquela época, o termo Consul era usado como um nome em circo para os chimpanzés. O Folies Bergère de 1903 em Paris tinha um chimpanzé chamado Consul, posteriormente doado ao Belle Vue Zoo de Manchester, Inglaterra, em 1894. Com sua morte neste ano Ben Brierley escreveu um poema comemorativo homenageando o "elo perdido" entre chimpánzés e homens.
Hopwood em 1931 tinha descoberto os fósseis de três indivíduos enquanto expedicionando com Louis Leakey nas proximidades do Lago Victoria. O Consul que ele selecionou usar como nome não foi qualquer um dos mencionados acima, mas outro localizado no London Zoo. Consul é usado ao estilo de Linnaeus simbolizando os chimpanzés. Proconsul é consequentemente "ancestral do chimpanzé" nas palavras de Hopwood. Ele também acrescentou africanus como nome da espécie. E foi o único conhecido neste período.
Outros fósseis descobertos depois foram inicialmente classificados como africanus e subsequentemente reclassificados; isto é, o conjunto total de fósseis originalmente considerados africanus foi "dividida" e os fragmentos "fundidos" com outros encontrados para criar novas espécies. Por exemplo, o famoso achado de Mary Leakey de 1948 começou como africanus e foi dividido de maneira a ser fundido com o achado de Thomas Whitworth de 1951 como heseloni por Alan Walker em 1993. Este processo criou alguma confusão para o público, o qual entendeu que africanus  havia se tornado heseloni. Os achados de Koru e Songhor foram aina considerados africanus. Quatro espécies são ainda definidas mesmo que muitos fósseis tenham saltado espécies.
A família dos Proconsulidae foi primeiramente proposta por Louis Leakey em 1962, onze anos após ele e Wilfrid Le Gros Clark terem definido africanus, nyanzae e major. Não foi imediatamente aceita mas ultimamente prevaleceu.
A história da classificação hominóide na segunda metade do século XX é suficientemente complexa para garantir alguns livros por si mesma. A maioria dos palaeoantropologistas tem mudado seus conceitos para estas últimas afirmações a medida que novos fósseis têm sido trazidos à luz e novas observações são feitas, e irão provavelmente continuar a ser. As classificações encontradas na literatura de uma década não são geralmente as mesmas de outra. Por exemplo, em 1987 Peter Andrews e Lawrence Martin, palaeontólogos de renome, tomaram o ponto de vista que Proconsul não é um Hominoidea, mas é um táxon irmão a ele.

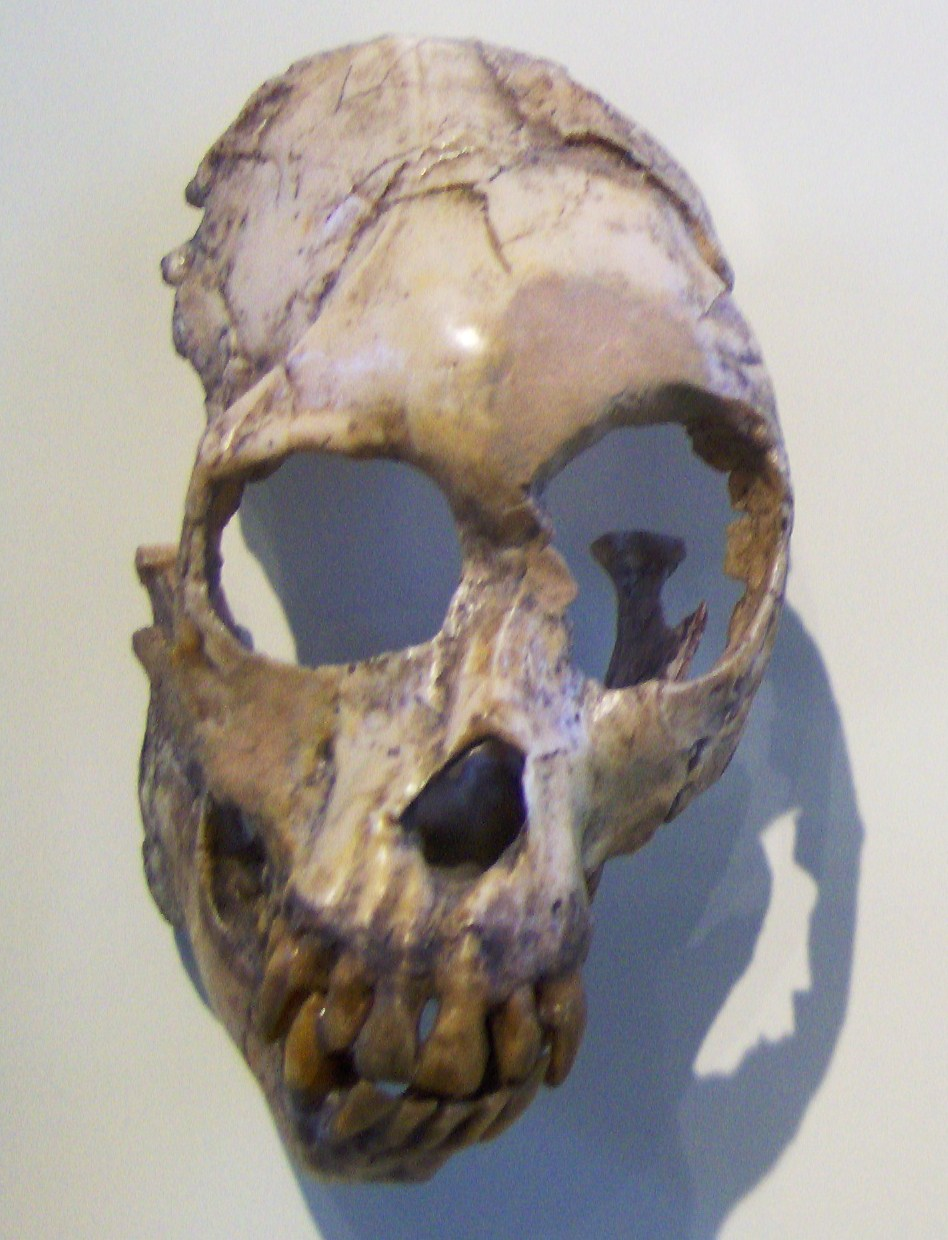
Crânio de Proconsul africanus.